# Orthonychiurus azoricus
Orthonychiurus azoricus is een springstaartensoort uit de familie van de Onychiuridae. De wetenschappelijke naam van de soort is voor het eerst geldig gepubliceerd in 1974 door Jacquemart.